# Mogera tokudae
Mogera tokudae је врста сисара из породице кртица (Talpidae) и реда Eulipotyphla.

## Распрострањење
Јапанско острво, истовремено и град, Садо, једино је познато природно станиште врсте.

## Станиште
Врста Mogera tokudae има станиште на копну.

## Угроженост
Ова врста је на нижем степену опасности од изумирања, и сматра се скоро угроженим таксоном.

### Популациони тренд
Популација ове врсте се смањује, судећи по расположивим подацима.